# Juan Fernandezstormvogel
De Juan Fernandezstormvogel (Pterodroma defilippiana) is een vogel uit de familie van de stormvogels en pijlstormvogels (Procellariidae). Het is een kwetsbare, endemische zeevogelsoort van eilanden voor de kust van Chili. De vogel is vernoemd naar Filippo de Filippi, een Italiaanse dierkundige die overleed tijdens de expeditie waarop (onder andere) deze vogelsoort werd ontdekt.

## Kenmerken
De vogel is 26 cm lang. Het is een kleine stormvogel met het patroon van een hoofdletter "M" op de donkergrijze bovenkant. Het voorhoofd is wit, daarachter is een grijze kopkap en rond het oog is een zwart masker. De onderzijde is grotendeels wit.

## Verspreiding en leefgebied
De vogel broedt op drie of vier eilanden van de Desventuradaseilanden en de Juan Fernández-archipel in de Grote Oceaan voor de kust van Chili. De nesten worden gemaakt in holen en spleten van door lava gevormde rotsformaties. Buiten de broedtijd verblijven de vogels op volle zee rond deze eilanden onder de evenaar.

## Status
De Juan Fernandezstormvogel heeft een beperkt broedgebied en daardoor is de kans op uitsterven aanwezig. De grootte van de populatie werd in 2016 door BirdLife International geschat op minder dan 10.000 individuen. De populatie-aantallen zijn nu stabiel. Op ieder eiland afzonderlijk waren of zijn schadelijke factoren werkzaam zoals de aanwezigheid van verwilderde katten, overbegrazing door geiten of de aanwezigheid van ratten. Daardoor verdween de stormvogel als broedvogel op het eiland Robinson Crusoe. Voor de overleving zijn de stormvogels afhankelijk van het succes van natuurbeschermers om invasieve dieren op de eilanden in bedwang te houden. Om deze redenen staat deze soort als kwetsbaar op de Rode Lijst van de IUCN.